# Yigal Allon
Yigal Alon (em hebraico:  יִגְאָל אַלּוֹן; Kfar Tavor, OETA, 10 de outubro de 1918 – Afula, Israel, 29 de fevereiro de 1980) foi um líder militar e político  israelense. Ele foi membro da Haganá, comandante do Palmach e general das Forças de Defesa de Israel (IDF). Fez parte dos partidos Ahdut HaAvoda e Trabalhista, e chegou a servir como Primeiro-ministro interino, da morte de Levi Eshkol até a nomeação de Golda Meir, em 1969, sendo o primeiro israelense nativo a servir na função de primeiro-ministro. Yigal também foi membro do Knesset e serviu como ministro do terceiro ao nono Knesset, iniciando no governo de Menachem Begin.
Nascido filho de colonos pioneiros da Baixa Galileia, Allon inicialmente se destacou na carreira militar. Após a eclosão da revolta árabe de 1936–1939 na Palestina, ele se juntou à Haganah e mais tarde ao Palmach. Ele comandou um esquadrão e organizou operações importantes no Movimento de Resistência Judaica, como a Noite das Pontes (1946). Durante a Guerra da Palestina de 1948, Allon comandou a conquista da Galileia, de Lod e Ramla, bem como de todo o Deserto do Negev até Eilat como chefe do Comando Sul.
Allon entrou na política após ser dispensado do comando pelo então primeiro-ministro David Ben-Gurion. Durante sua carreira política, atuou como ministro das Relações Exteriores e da Educação, vice-primeiro-ministro e, por um breve período, como primeiro-ministro interino. Foi um dos arquitetos da criação do Partido Trabalhista, defendendo a fusão do Ahdut HaAvoda com o Mapai.
Em 1967, ele elaborou seu "Plano Allon", que propunha os próximos passos para Israel após a Guerra dos Seis Dias. Embora o plano não tenha sido oficialmente adotado, serviu como diretriz para subsequente colonização israelense da Cisjordânia. Ele também participou do Acordo Provisório do Sinai em 1975.
Morreu subitamente em 1980 devido a uma parada cardíaca enquanto fazia campanha pela liderança do Partido Trabalhista.

## Treinamento e militar
Yigal Allon foi membro do kibutz Ginnossar no Mar da Galileia e se formou na Escola Agrícola de Kadoorie. Mais tarde, ele estudou na Universidade Hebraica de Jerusalém e no St Antony's College da Universidade de Oxford (1960).
Ele começou sua carreira militar quando jovem no grupo paramilitar sionista Haganá. No verão de 1939, ele se envolveu no assassinato de vários residentes palestinos de Lubya, na Galileia. Os aldeães foram mortos a tiros em suas casas por uma unidade especial da qual Allon fazia parte em um ato de vingança da Haganá. Um artigo no jornal Davar disse que o ato foi:
“Um assassinato horrível que testemunha que os perpetradores perderam a capacidade de discriminar [os inocentes] e carecem de qualquer sentimento humano. ... A memória dos eventos em Lubya envergonhará para sempre os perpetradores destrutivos, bem como todos os outros atos hediondos que os precederam."
No entanto, os perpetradores não foram identificados pelo Davar. 
Allon serviu no corpo de campo, onde foi promovido a comandante do regimento em 1940. No ano seguinte foi um dos fundadores da unidade de elite do Palmach, de 1943 a 1945 foi seu vice-comandante, e até 1948 seu comandante. Na Segunda Guerra Mundial, ele lutou ao lado do Exército Britânico e participou da campanha Sírio-Libanesa.
Após o estabelecimento do Estado de Israel em 1948, ele se juntou às Forças de Defesa de Israel (Tzahal) como major-general e lutou na Guerra da Independência de Israel. Ele liderou a Operação Jiftach na Galiléia Oriental em abril de 1948. Como comandante e deputado do General David Marcus, ele participou da conquista de Ramla e Lod. Como comandante do comando sul do Tzahal, ele liderou a campanha no Negev. No final de 1949 ele encerrou sua carreira militar.

## Política
Jigal Allon aderiu ao partido socialista-sionista Mapam. Quando essa divisão em 1954, ele pertencia à ala moderada que formou o partido Achdut haAwoda-Poalei Tzion, e se tornou seu secretário-geral. Em 1955 foi eleito para o Knesset. Achdut HaAwoda pertencia à aliança de centro-esquerda HaMaʿarach de 1965 e foi absorvido pelo novo partido trabalhista Awoda em 1968. Allon foi membro do parlamento até sua morte em 1980.
Allon ocupou vários cargos ministeriais: Ministro do Trabalho (1961-1968), Ministro da Imigração (1968-1969), Ministro da Educação (1969-1974) e Ministro das Relações Exteriores (1974-1977). Nos governos de Levi Eschkol, Golda Meir e Jitzchak Rabin, ele foi vice-primeiro-ministro de 1968 a 1977, após a morte de Eschkol em fevereiro de 1969, Allon liderou os negócios do governo por três semanas.
Ele era um oponente político de longa data de Moshe Dajan e um defensor de um compromisso político com os árabes. Com seu plano de paz de novembro de 1967 ("Plano Allon"), ele queria chegar a um acordo com a Jordânia e, em 1979, Allon estava envolvido no tratado de paz com o Egito.
Allon foi enterrado em 3 de março de 1980 em seu local de residência, o Kibutz Ginnossar no Mar da Galiléia. Existe, desde 1987, o Museu e Centro Educacional Yigal Allon.

## Trabalhos publicados
- Allon, Yigal (1970). Shield of David. New York: Random House. ISBN 0-297-00133-7
- Allon, Yigal (1970). The Making of Israel's Army. London: Vallentine, Mitchell. ISBN 0-853-03027-8
- Allon, Yigal (1975). My Father's House. New York: W. W. Norton